# Isophya kisi
Isophya kisi är en insektsart som beskrevs av Peshev 1981. Isophya kisi ingår i släktet Isophya och familjen vårtbitare. Inga underarter finns listade i Catalogue of Life.